# المجلس الدولي للمشورة والمراقبة
جرى تعيين المجلس الدولي للمشورة والمراقبة للإشراف على مدفوعات سلطة الائتلاف المؤقتة من صندوق التنمية الإنسانية للعراق. عندما تم تفويض سلطة الائتلاف المؤقتة بإدارة صندوق تنمية العراق بموجب قرار مجلس الأمن رقم 1483. كانت سلطة الائتلاف ملزمة بالتعاون مع المجلس الدولي للمشورة والمراقبة. يتألف المجلس الدولي من ممثلين رفيعي المستوى من الأمم المتحدة والصندوق العربي للتنمية الاجتماعية والاقتصادية وصندوق النقد الدولي والبنك الدولي.
واجه المجلس الدولي للمشورة والمراقبة مشكلة في الحصول على تعاون من مدير العراق، بول بريمر، ومن سلطة الائتلاف المؤقتة. في بيانهم الصحفي الأخير قبل انتهاء ولاية سلطة التحالف المؤقتة، كتب المجلس الدولي للمشورة والمراقبة:
«يأسف المجلس الدولي للمشورة والمراقبة، على الرغم من طلباته المتكررة، للتأخير في تلقي التقارير حول عمليات التدقيق التي تجريها الوكالات المختلفة بشأن عقود أحادية المصدر ممولة من قبل صندوق تنمية العراق. في ضوء هذه التأخيرات، قرر المجلس الدولي للمشورة والمراقبة التكليف بإجراء تدقيق خاص لتحديد مدى عقود المصدر الوحيد. كما أبلغت سلطة الائتلاف المؤقتة المجلس الدولي للمشورة والمراقبة بأنه على عكس التصريحات السابقة، فقد تأخر منح عقود القياس ولا يزال يحث على حل سريع لهذه القضية الحاسمة. أخيرًا، لاحظ المجلس الدولي للمشورة والمراقبة التأخير في استكمال عمليات التدقيق في شركة تسويق النفط (سومو) الحكومية وطلب من سلطة التحالف المؤقتة الضغط من أجل الانتهاء الفوري من هذه المراجعات».

## روابط خارجية
- موقع IAMB .
- الامم المتحدة تبحث في تعامل العراق مع عقود البضائع[وصلة مكسورة] رويترز ، 22 يونيو / حزيران 2005
- إذن، سيد بريمر، أين ذهبت كل الأموال؟ ، الحارس 7 يوليو 2005
- يقول مجلس التدقيق إن الولايات المتحدة يجب أن تسدد الملايين للعراق: تقول مجموعة الأمم المتحدة إنها مدينة لأمة بسبب التعاقد مع شركة KBR ، إعادة طبع هيوستن كرونيكل لصحيفة نيويورك تايمز ، 5 نوفمبر 2005